# Šutna (Kranj)
Šutna is een plaats in Slovenië en maakt deel uit van de gemeente Kranj in de NUTS-3-regio Gorenjska. De plaats telde 462 inwoners op 1 januari 2020.